# Giorgos Zongolopoulos

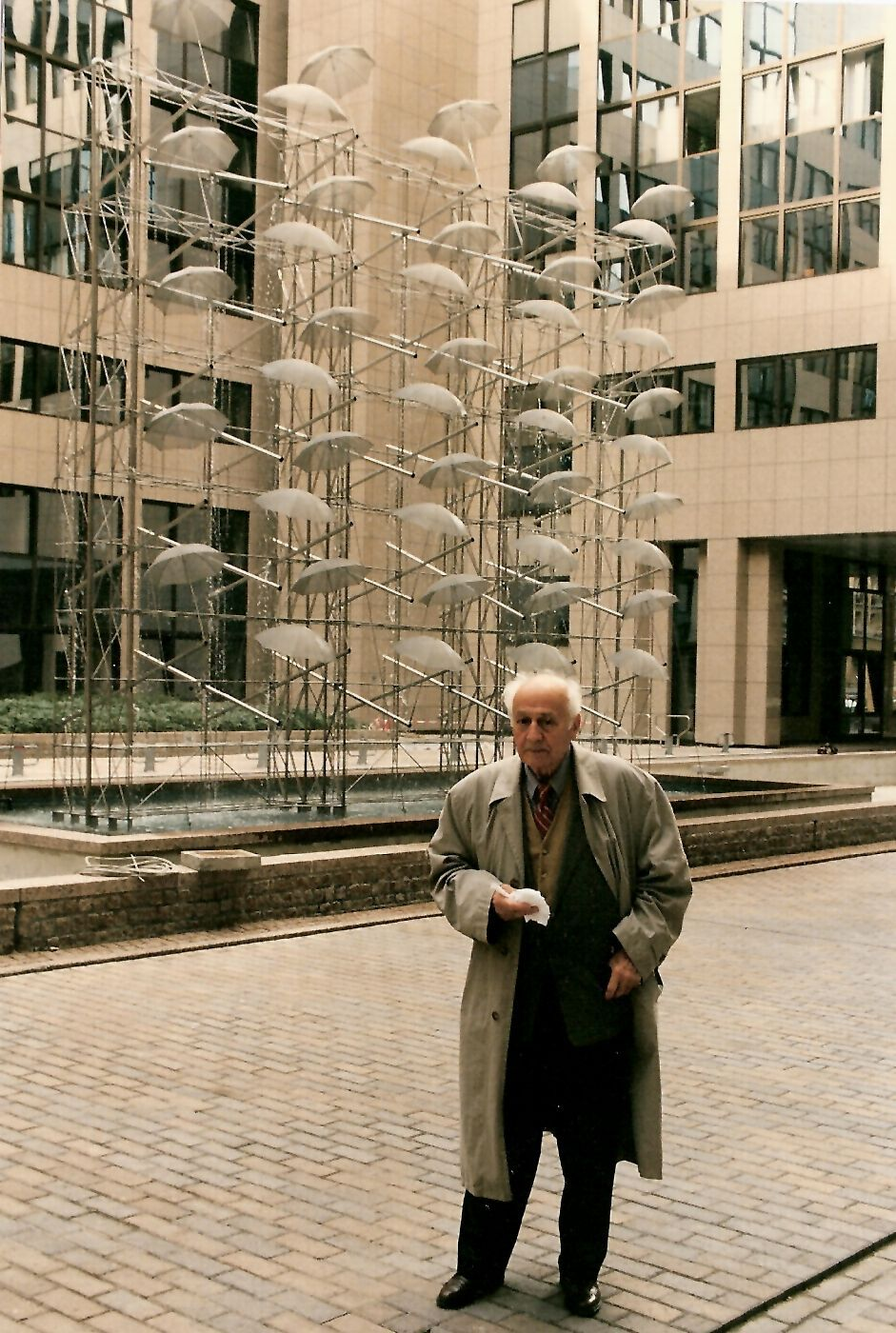
Zongolopoulos 1995 in Brüssel

Giorgos Zongolopoulos (griechisch Γιώργος Ζογγολόπουλος, * 1. März 1901 in Athen; † 11. Mai 2004) war ein griechischer Bildhauer der Moderne und künstlerischer Vertreter der Generation der 30er Jahre.

## Biografie
Zongolopoulos wurde als Sohn einer Familie aus Korinth 1901 in Athen geboren (sein Geburtsdatum wurde ein Leben lang falsch mit 1903 wiedergegeben).
Zongolopoulos studierte von 1924 bis 1930 an der Hochschule der Bildenden Künste Athen, mit einem Stipendium setzte er seine Studien in Frankreich und Italien fort. Noch vor seinem Studium hatte er während seines Wehrdienstes den späteren Architekten Patroklos Karantinos kennengelernt, beide arbeiteten später in vielen Projekten zusammen. 1936 heiratete er Helen Paschalidou, die er während eines öffentlichen Auftrags als Mitarbeiterin des Erziehungsministeriums kennengelernt hatte.
Ab 1946 stellte er insgesamt neunmal auf der Biennale in Venedig aus. Bekannt wurden ab 1988 seine Arbeiten mit Regenschirmen, darunter eine im Cour d’Honneur in einem Gebäude der Europäischen Union sowie seine wohl bekannteste Skulptur Ombréles (deutsch Schirme) auf der Seepromenade Nea Paralia in Thessaloniki. In Deutschland war 1998 die temporäre Installation Tel-Néant 1998 auf dem Wittenbergplatz in Berlin und in Weimar zu sehen.
In Thessaloniki befindet sich aus einer früheren Schaffensphase die Skulptur Cor-ten (1966).